# Gliese 317 b
Gliese 317 b é um planeta extrassolar na constelação de Pyxis. Ele foi anunciado em julho de 2007. Ele é um planeta joviano com no mínimo 1,2 vezes a massa de Júpiter que orbita sua estrela em 1,9 anos.